# يوميات نائب في الأرياف (رواية)
يوميات نائب في الأرياف رواية من تأليف توفيق الحكيم، صدرت عام 1937، يسرد فيها مشاهدات من الحوادث والقصص التي عرضت عليه أثناء عمله في القضاء في أحد مناطق الريف المصري. وتدور أحداث الرواية حول معاناة هذا النائب القادم من القاهرة إلى الأرياف، وكيف يمضي وقته في محاربة البعوض والذباب والاصطدام مع المأمور وكاتب النيابة.
يظهر في هذه الرواية فساد المنظومتين الإدارية والقانونية، وعدم مقدرتهما على تحقيق العدل للفلاحين المساكين، حيث يعرضها الكاتب في أسلوب فكاهي ساخر.
ترجمت الرواية ونشرت بالفرنسية عام 1939 (طبعة أولى) وفي عام 1942 (طبعة ثانية) وفي عام 1974 و1978 (طبعة ثالثة ورابعة وخامسة) عن دار بلون بباريس وتم اقتباس فيلم سينمائي عنها  من اخراج توفيق صالح و بطولة احمد عبد الحليم عام ١٩٦٩ كما تضمن فيلم عصفور الشرق عام ١٩٨٦ من بطولة نور الشريف و من إخراج يوسف فرانسيس قصة الرواية من ضمن أحداثه.

## شخصيات الرواية
- النائب شريف: وهو الشخصية الرئيسية في الرواية
- الشيخ عصفور: رجل شريد لديه أغنية واحدة لا يغني سواها كان ملازماً دائما للحوادث ويعمل فيها كما يعمل المنجمين.
- ريم الفتاة الجميلة: كان لجمالها أن يسحر قلوبهم وكان موتها من الغموض حيث لم يستطع أحد كشف ملابساتها.
- المأمور: رجل قضاء يستخدم منصبه لمصالح شخصية.

## اعمال مقتبسة من الرواية:
- فيلم "يوميات نائب من الأرياف"، انتاج ١٩٦٩ من اخراج توفيق صالح و بطولة احمد عبد الحليم.
- مسلسل "المكتوب على الجبين" انتاج ١٩٨٥. اخراج عادل صادق و بطولة مجدى وهبة.
- فيلم "عصفور الشرق". انتاج ١٩٨٦. اخراج يوسف فرنسيس

و بطولة نور الشريف و توفيق الحكيم. 

## النسخ المترجمة
عبرية عام 1945 وترجم ونشر باللغة الإنجليزية في دار (هارفيل) للنشر بلندن عام 1947 -ترجمة أبا إيبان- ترجم إلى الأسبانية في مدريد عام 1948 وترجم ونشر في السويد عام 1955، وترجم ونشر بالألمانية عام 1961 وبالرومانية عام 1962 بالروسية 1961.

## وصلات خارجية
- يوميات نائب في الأرياف على موقع الموسوعة البريطانية (الإنجليزية)
- آراء القراء على موقع أبجد حول رواية يوميات نائب في الأرياف
- فيلم يوميات نائب من الأرياف على موقع سينما دوت كوم
- صفحة رواية يوميات نائب في الأرياف على موقع جود ريدز